# La Fête de Konoha
Pour plus de détails, voir Fiche technique et Distribution.
La Fête de Konoha (NARUTO -ナルト- 木ノ葉の里の大うん動会, Gekijō-ban Naruto: Konoha no mori no daiundōkai, trad. littérale : Le Grand Festival sportif de Konoha) est le troisième OAV de l'anime Naruto réalisé par Hayato Date, sorti le 21 août 2004 au Japon. Sa durée est de onze minutes.

## Synopsis
Naruto et son équipe participent aux Jeux olympiques de Konoha, mais Naruto a, dès le début, une très forte envie d'aller aux toilettes ! Malheureusement pour lui, tous les ninjas de Konoha semblent s'être passés le mot pour l'empêcher de se soulager et l'obliger à passer les épreuves sportives. Il s'agit bien sûr d'un épisode à portée humoristique.
On y voit notamment Orochimaru, Kisame, Itachi, le 3e Hokage, le 4e Hokage et plusieurs autres personnages en dehors du contexte dont certains sont même morts dans le manga.

## Fiche technique
- Titre : Naruto : La Fête de Konoha
- Titre original : NARUTO -ナルト- 木ノ葉の里の大うん動会 (Gekijō-ban Naruto: Konoha no mori no daiundōkai)
- Réalisation : Hayato Date
- Scénario : Masashi Kishimoto et Akatsuki Yamatoya  d'après le manga Naruto de Masashi Kishimoto
- Pays :  Japon
- Genre : Animation, action, aventure, comédie et fantasy
- Durée : 11 minutes
- Dates de sortie : 
  - Japon : 21 août 2004